# ستيد بونيت
ستيد بونيت (بالإنجليزية: Stede Bonnet)‏ هو قرصان إنجليزي بربادوسي ولد في سنة 1688 في بربادوس. هو بعكس كل القراصنة في عصره ولد لأسرة ثرية وورث الكثير من المزارع وبسبب ذلك لقب بالقرصان الشهم، لكن بسبب مشاكله مع عائلته وحبه للإستطلاع أصبح قرصان. أصبح ضمن أحد قراصنة العصر الذهبي. عمل تحت إمرة اللحية السوداء وكان من ألذين كونوا جمهورية القراصنة. حاول اثبات كفائته للحية السوداء لكن بسبب خبرته القليلة في البحر فشل في معظم مهماته ليطرده من أسطوله. حاول بونيت العودة إلى أسطول اللحية السوداء واثبات كفائته له لكن من دون جدوى. وفي إحدى المرات قبض عليه أثناء إحدى غاراته في كارولاينا الشمالية، حاول الهرب بمساعدة خادم هندي لكن قبض عليه مرة أخرى في جزيرة سوليفان وعرض للمحاكمة في مدينة تشارلز تاون وأعدم بالشنق في يوم 10 ديمسبر 1718.